# 佐藤恒雄
佐藤 恒雄（さとう つねお、1941年2月 - ）は、国文学者、香川大学名誉教授、広島女学院大学教授。

## 来歴
愛媛県四国中央市出身。1965年東京教育大学国文科卒、1971年同大学院文学研究科博士課程単位取得退学、香川大学助手、教育学部講師、1973年助教授、日本古典文学会賞受賞、1981年教授、1990年高松市文化奨励賞受賞、2004年香川大学定年退職、名誉教授。2002年『藤原定家研究』で角川源義賞受賞、04年同書で筑波大学文学博士、05年広島女学院大学文学部教授。2011年日本学士院賞受賞。
2014年4月瑞宝中綬章受章。
2003年3月　筑波大学 文学博士。論文の題は「藤原定家研究 」。

## 著書
- 藤原定家研究 風間書房 2001年5月
- 藤原為家研究 笠間書院 2008年9月

## 編著
- 『中世文学の世界』稲田利徳、三村晃功共編　世界思想社　1984
- 『日本の文学　新古今和歌集』（校注）ほるぷ出版 1986年
- 『新古今和歌集・山家集・金槐和歌集』馬場あき子共著 1990年 (新潮古典文学アルバム)
- 『藤原為家全歌集』風間書房 2002年

## 参考
- 『藤原為家研究』の著者紹介とJ-global